# Єгипетський музей і зібрання папірусів

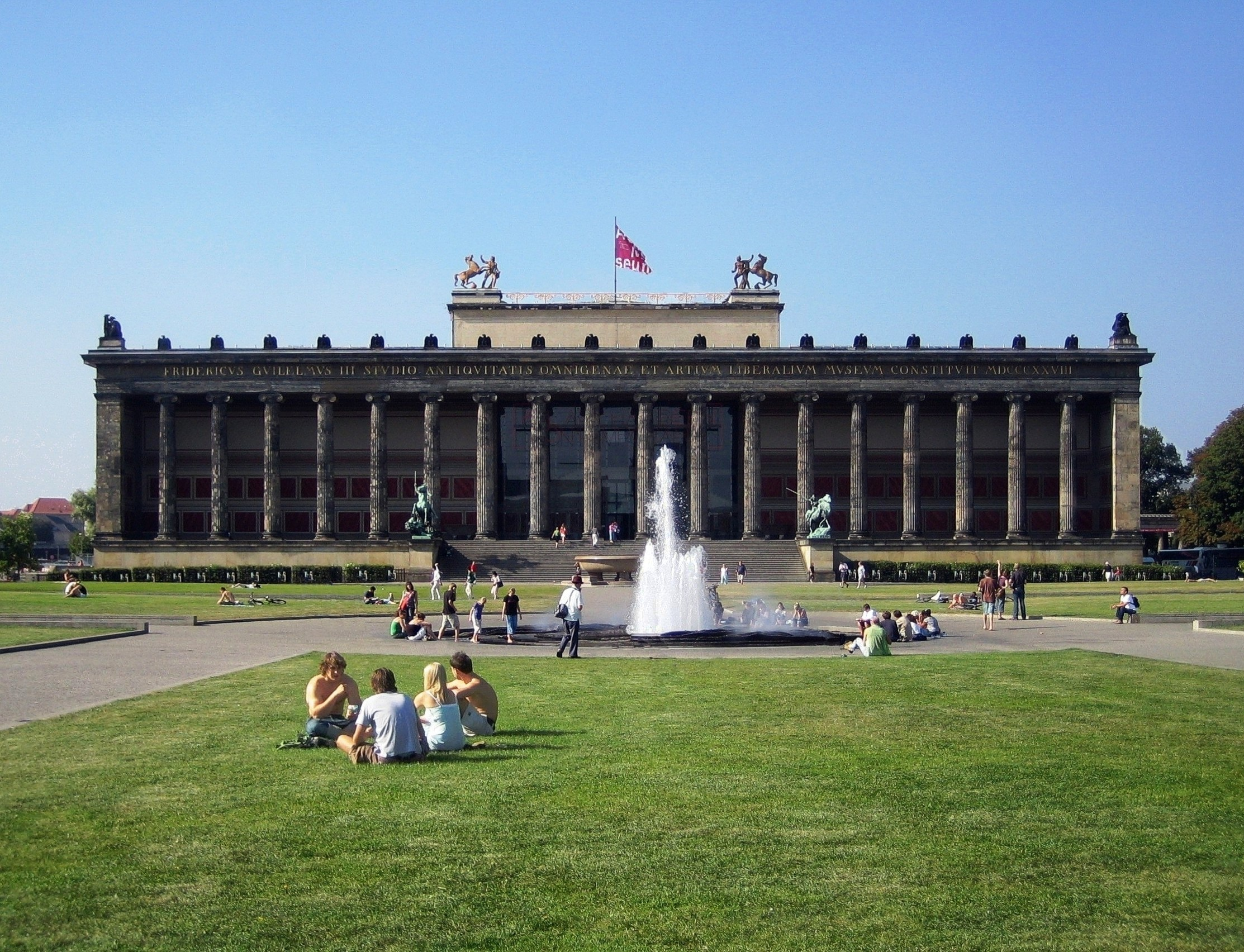
Берлінський музей в Берліні, з 2005 р. тимчасовий притулок Єгипетського музею

Єгипетський музей і зібрання папірусів (Єгипетський музей, нім. Ägyptisches Museum und Papyrussammlung) — музей у складі  Державних музеїв Берліна . З серпня 2005 музей тимчасово на чотири роки переїхав на верхній поверх Старого музею на берлінському Музейному острові. У 2009 музей повернувся в відновлений Новий музей.

## Історія

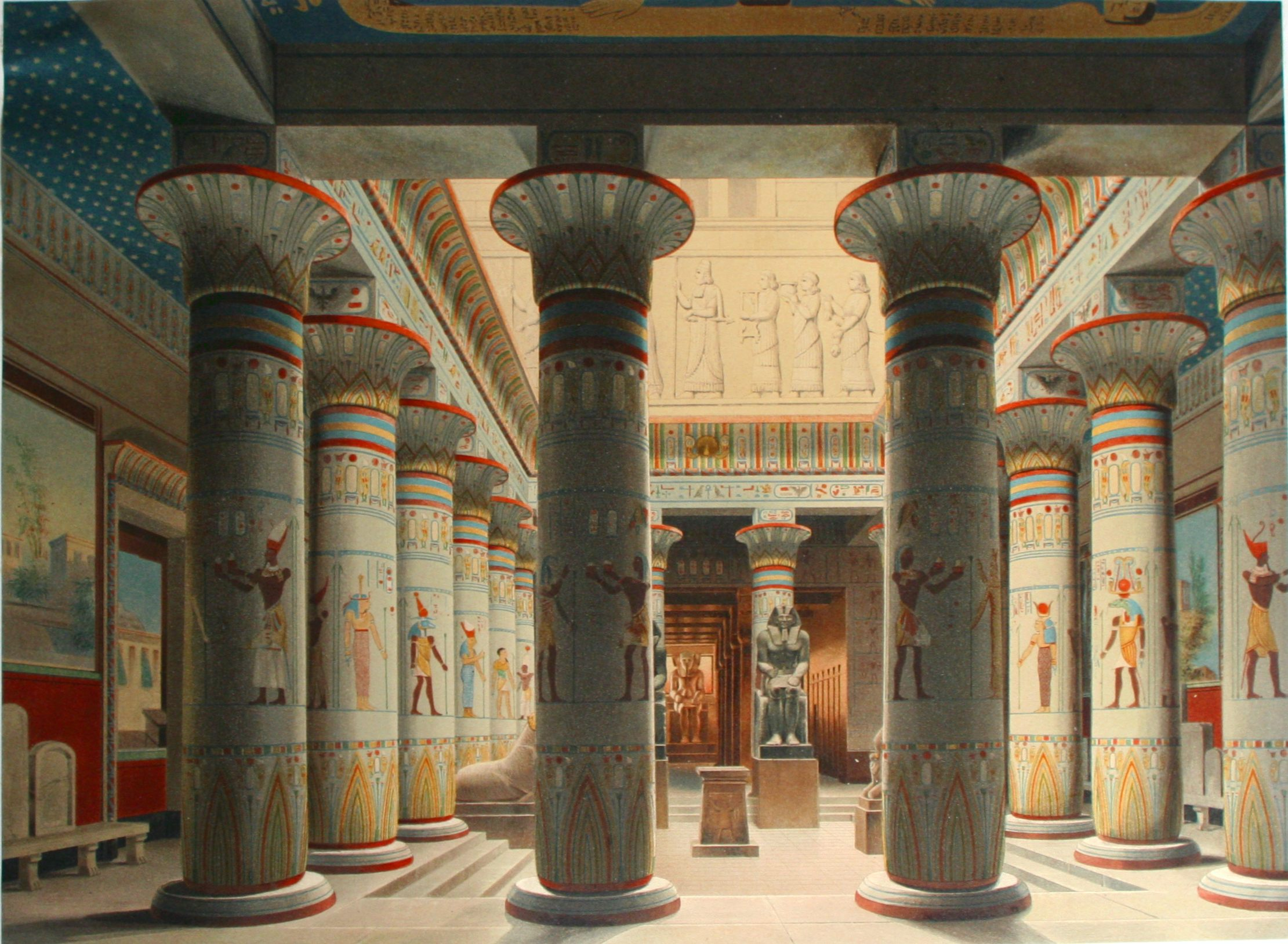
Єгипетський двір Нового музею, 1862

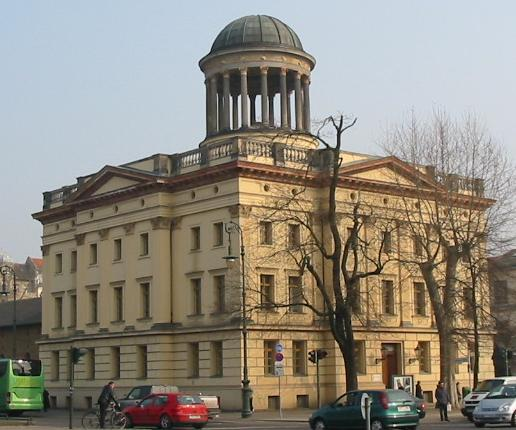
Східний штюлерівський будинок, тут Єгипетський музей розміщувався в 1967—2005

Єгипетський музей виріс із єгипетського відділу у зібранні короля  Фрідріха Вільгельма III, створеного в 1828 за рекомендацією Олександра фон Гумбольдта. Першим керівником цього відділу, що розміщувався спочатку у палаці Монбіжу, став Джузеппе Пассалаква, купець з Трієста, чия колекція археологічних знахідок лягла в основу відділу. Ця колекція поповнилася експонатами, привезеними з експедиції Карла Ріхарда Лепсіуса в 1842-1845.
У 1850 музей отримав власну нова будівлю, побудовану на Музейному острові за проектом Фрідріха Августа Штюлера — відновлюваний в наш час[коли?] Новий музей. У 1920 Джеймс Саймон подарував музею бюст єгипетської цариці Нефертіті, найвідоміший експонат колекції. Саймон фінансував розкопки, які в єгипетській Амарнаі вів Людвіг Борхардт, і доставив знахідки до Німеччини.
Друга світова війна розділила фонди музею. Новий музей отримав у 1943 серйозні ушкодження, багато експонатів згоріли під час пожежі. Зібрання вивезли на зберігання в різні місця. Бюст Нефертіті пережив війну в шахті солеварні в Тюрінгії, а потім був перевезений в Музей Вісбадена.
Більша частина колекції опинилася в Східному Берліні і з 1958 показувалася в Музеї Боде. Інша частина колекції, передана Західній Німеччині в Західний Берлін, демонструвалася з 1967 у Штюлеровському будинку навпроти палацу Шарлоттенбург.
Після Об'єднання Німеччини (1990) настав час об'єднати і дві частини єгипетської колекції. Експозиція Єгипетського музею в Музеї Боде була закрита в 1990-і у зв'язку з реконструкцією будинку. У серпні 2005 експозиція з Шарлоттенбурга повернулася на Музейний острів, доки у Старий музей, де до 2009 будуть демонструватися її найбільш значущі експонати невеликих розмірів. Новий музей через брак виставкових площ також не зможе прийняти такі монументальні скульптурні та археологічні об'єкти колекції, як ворота з храмового комплексу Калабші і двір заупокійного храму Сахури. Відповідно до головного плану Музейного острова вони будуть демонструватися в запланованому четвертому флігелі Пергамського музею.

## Експонати

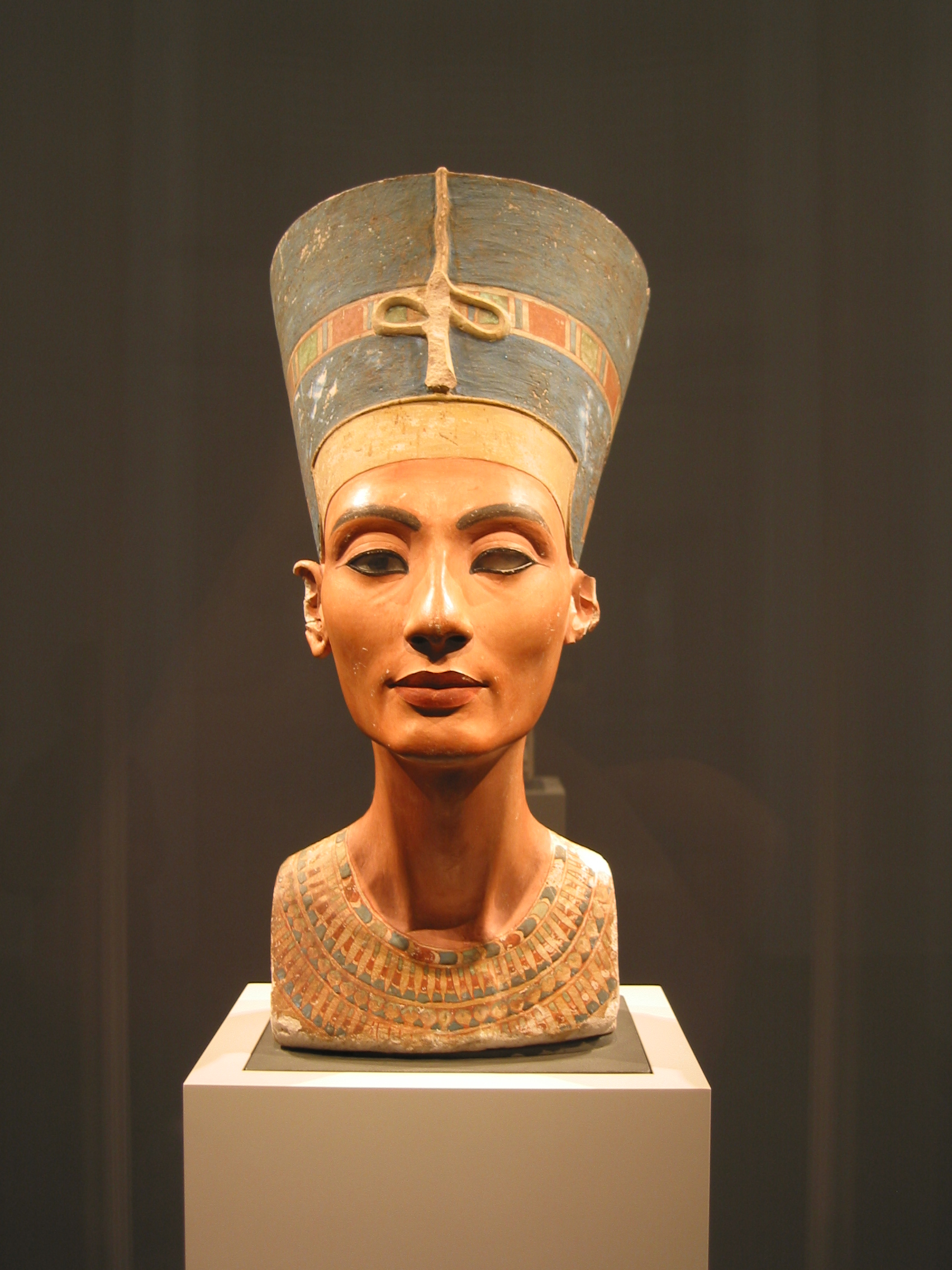
Бюст Нефертіті, бл. 1338 до н. е.
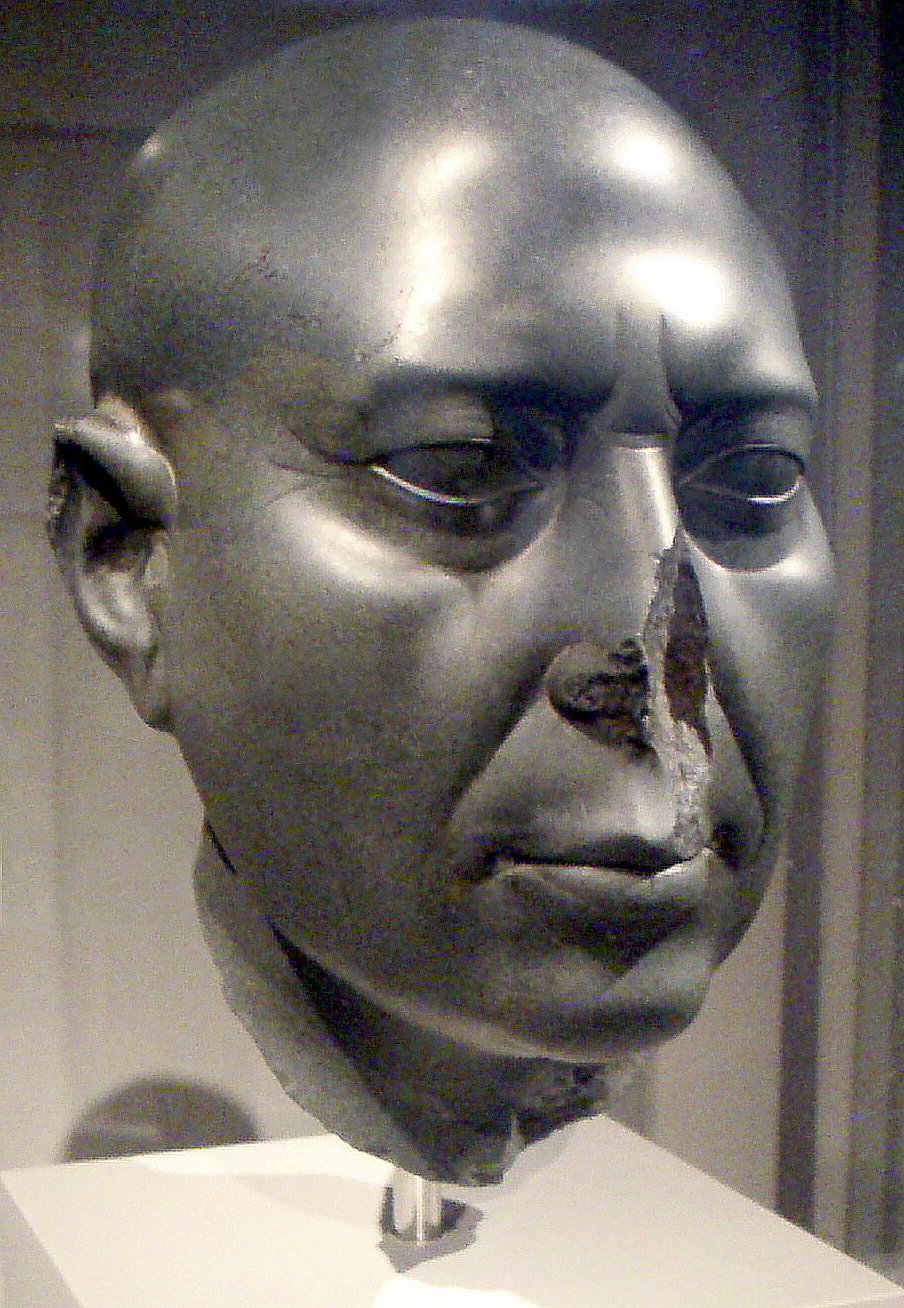
«Берлінська зелена голова», бл. 500 до н. е.
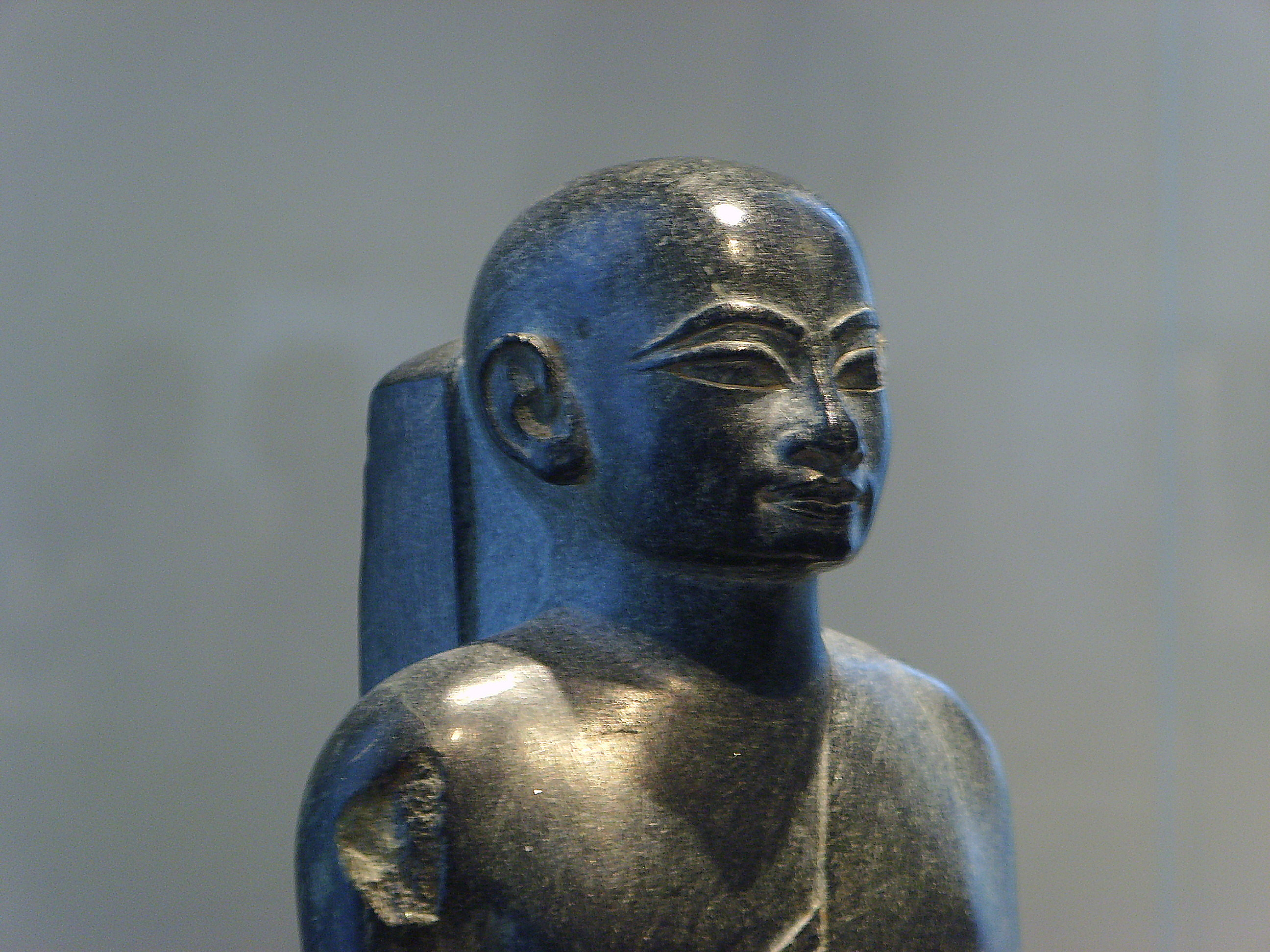
Жрець Тай-тай.  Нове царство, 18-а династія, бл. 1380 до н. е.
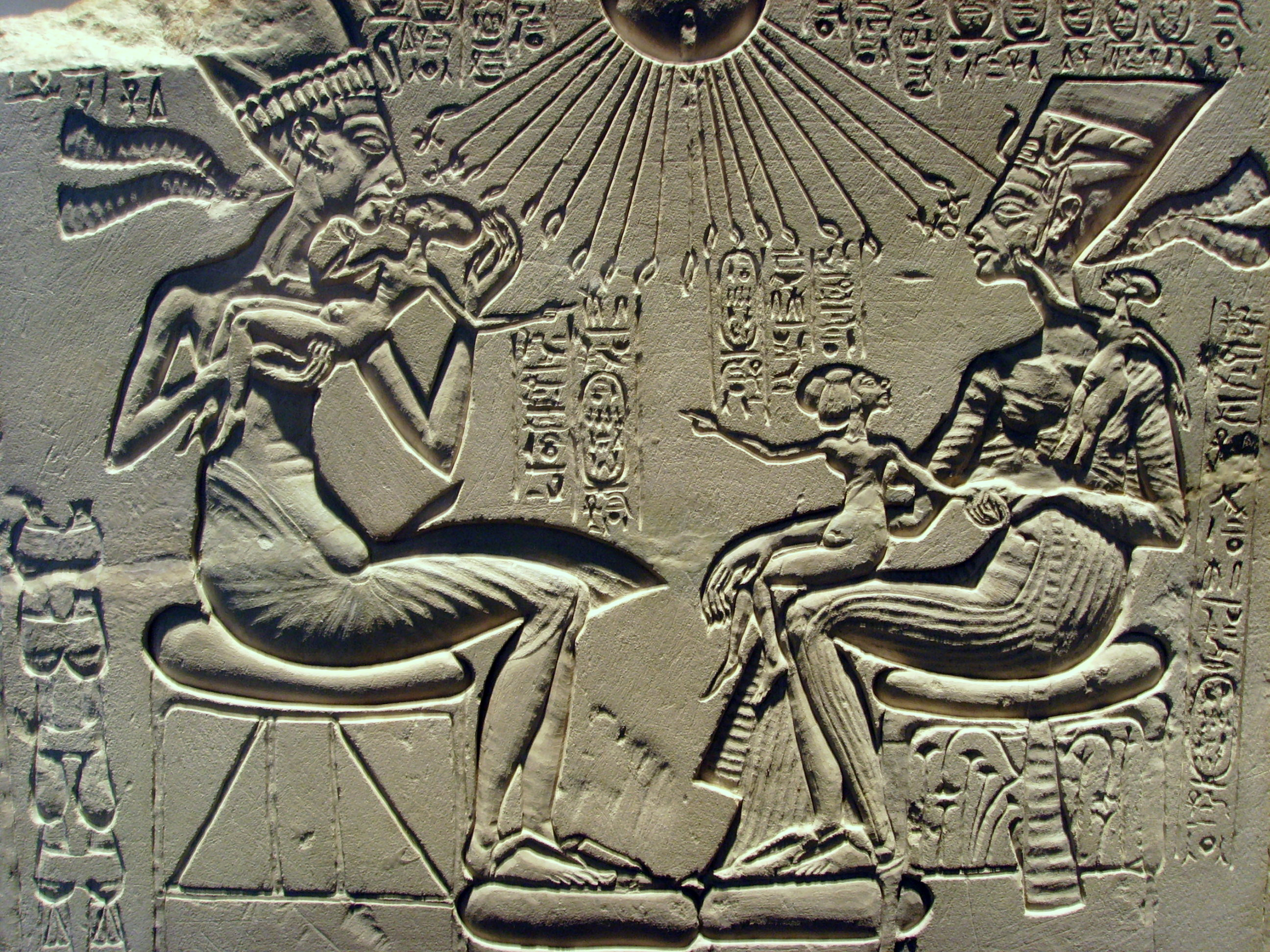
Ехнатон та Нефертіті грають з дітьми. Епоха  Амарни, бл. 1350 до н. е.
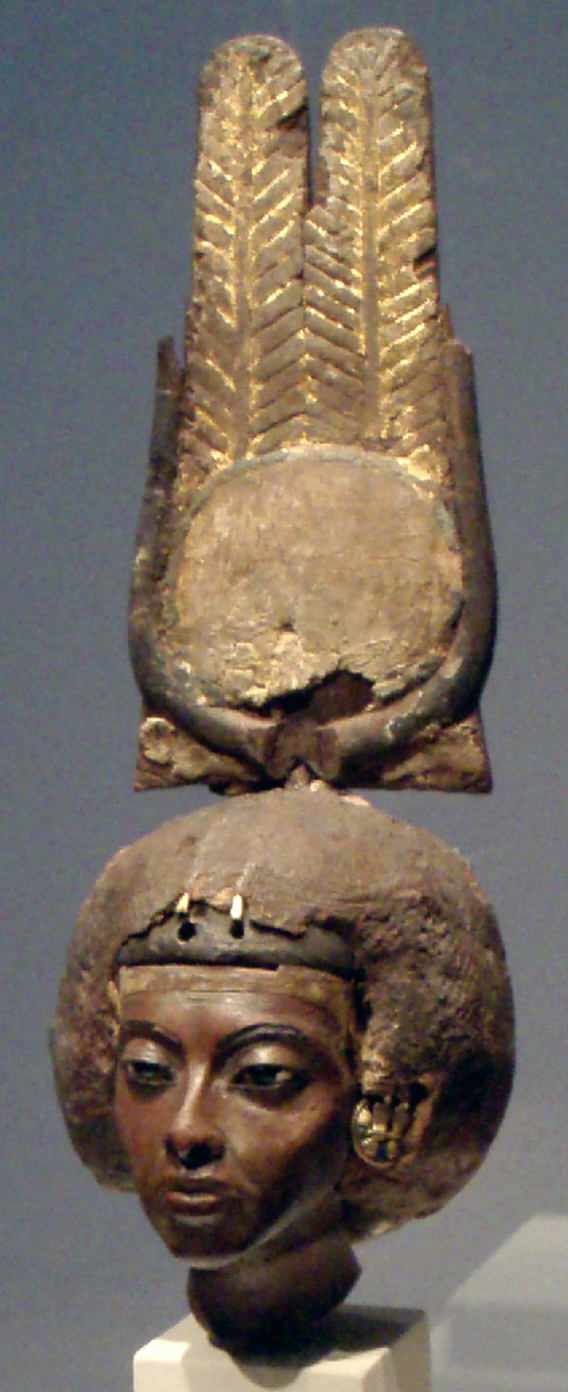
Цариця Тія. Епоха  Амарни, бл. 1355 до н. е.